# Golf aux Jeux méditerranéens de 2009

## Épreuves au programme
| ● | Compétitions | ● | Finale |

|             | Juin-Juillet |    |    |    |    |    |    |    |    |    |
|             | 26           | 27 | 28 | 29 | 30 | 01 | 02 | 03 | 04 | 05 |
| Compétition |              |    |    | ●  | ●  | ●  | ●  |    |    |    |

## Résultats
| Épreuves      | Or                                                                         | Argent                                                  | Bronze                                                        |
| Hommes        | Tim Gornik                                                                 | Filippo Bergamaschi                                     | Nicolas Peyrichou                                             |
| Équipe hommes | Filippo Bergamaschi Claudio Viganò Niccolò Ravano                          | Mayel Oueld Es Cheikh Nicolas Peyrichou Frédéric Abadie | Gencer Özcan Mustafa Hocaoğlu Hamza Hakan Sayin               |
| Femmes        | Azahara Muñoz Guijarro                                                     | Carlota Ciganda Machinena                               | Émilie Alonso                                                 |
| Équipe femme  | Azahara Muñoz Guijarro Carlota Ciganda Machinena Inés Diaz-Negrete Palacio | Émilie Alonso Rosanna Crépiat Perrine Delacour          | Alessandra De Poli De Luigi Giulia Molinaro Alessandra Averna |